# Tomasz Kos
Tomasz Kos (ur. 4 kwietnia 1974 w Kole) – były polski piłkarz występujący na pozycji obrońcy.
Trzykrotny reprezentant Polski. Mistrz Polski 1998 (ŁKS Łódź).
Od 2010 honorowy obywatel miasta Koła.

## Przebieg kariery
Jego pierwszym zespołem była Olimpia Koło, w której rozpoczął treningi w 1989 r. Cztery lata później odszedł z kolskiego zespołu do Pniew.
W czerwcu 1994 r. zadebiutował w I lidze w barwach Sokoła Pniewy w meczu z Legią Warszawa. W marcu 1995 r. zdobył swoją pierwszą bramkę w ekstraklasie. Swój pierwszy sezon w najwyższej klasie rozgrywkowej Kos zakończył na dziesiątym miejscu w tabeli. Wynik ten piłkarze Sokoła powtórzyli także rok później. Po dokonaniu fuzji klubu z Pniew z GKS-em Tychy latem 1995 drużyna przeniosła się do Tych i występowała pod nazwą: Sokół Tychy. W sezonie 1995/1996 tyszanie, z Kosem w składzie, zajęli dziewiąte miejsce w tabeli. W czerwcu 1996 r. przeszedł do ŁKS Łódź.
Kos od początku był podstawowym graczem łódzkiego zespołu. W pierwszym sezonie pomógł drużynie w uplasowaniu się na szóstym miejscu w tabeli końcowej rozgrywek I ligi. Następne rozgrywki łodzianie wygrali i w czerwcu 1998 r. mogli świętować mistrzostwo Polski. Kolejny sezon Kos rozpoczął jeszcze w barwach ŁKS-u, ale w styczniu 1999 r. przeszedł do niemieckiego FC Gütersloh.
W Gütersloh Tomaszowi Kosowi się nie powiodło. Rozegrał tam tylko rundę wiosenną sezonu 1998/1999, który zakończył się dla jego drużyny spadkiem z ligi. Kos jednak zapadł w pamięć trenerowi Friedelowi Rauschowi, który ściągnął Polaka do 1. FC Nürnberg.
Już w debiucie w nowym klubie, w meczu przeciwko SV Waldhof Mannheim Kos zdobył bramkę. Później rozegrał jeszcze 23 mecze i przyczynił się do zajęcia przez klub czwartego miejsca w tabeli. Również w kolejnym sezonie Kos zagrał w 24 spotkaniach, jednak tym razem piłkarze 1. FC Nürnberg wygrali rozgrywki 2. Bundesligi i wywalczyli awans do najwyższej klasy rozgrywkowej. W pierwszym sezonie gry na boiskach 1. Bundesligi Kos rozegrał 27 meczów, a piłkarze z Norymbergi uplasowali się na piętnastym miejscu w tabeli. Rozgrywki sezonu 2002/2003 zakończył z 26 meczami na koncie, i spadkiem ze swoim klubem do 2. Bundesligi. W następnym sezonie zagrał tylko w jednym meczu i latem 2004 roku przeszedł do drugoligowego niemieckiego FC Erzgebirge Aue.
Kos od początku był wiodącą postacią w swojej drużynie. Jego 30 meczów i dwie bramki pomogły drużynie w uplasowaniu się na siódmym miejscu w tabeli. Następny sezon to 28 meczów Polaka i znów siódme miejsce piłkarzy z Aue, którzy w kolejnych rozgrywkach uplasowali się na dziesiątym miejscu przy 25 meczach Tomasza Kosa. Sezon 2007/2008 był już jednak nieudany i Erzgebirge spadło z ligi, a w utrzymaniu nie pomogło nawet 30 meczów Kosa i strzelona przez niego bramka. Po spadku drużyny do 3. Ligi był jednym z nielicznych graczy, którzy przedłużyli umowę z klubem i został kapitanem zespołu. Pierwszy sezon w niższej klasie rozgrywkowej Kos zakończył z 35 meczami na koncie, a w drugim jako zdecydowany lider Erzgebirge miał znaczący wkład w awans do 2. Bundesligi. Sezon po powrocie do wyższej ligi piłkarze z Aue zakończyli na wysokim, piątym miejscu, jednak ich kapitan, nękany kontuzjami, rozegrał tylko 16 spotkań i postanowił o zakończeniu kariery. 8 maja 2011 roku został uroczyście pożegnany przez klub i kibiców.
| Sezon     | Klub           | Kraj   | Rozgrywki                | Mecze | Bramki |
| --------- | -------------- | ------ | ------------------------ | ----- | ------ |
| 1993/1994 | Sokół Pniewy   | Polska | I liga                   | 2     | 0      |
| 1994/1995 | Sokół Pniewy   | Polska | I liga                   | 32    | 2      |
| 1995/1996 | Sokół Tychy    | Polska | I liga                   | 30    | 4      |
| 1996/1997 | ŁKS Łódź       | Polska | I liga                   | 32    | 0      |
| 1997/1998 | ŁKS Łódź       | Polska | I liga                   | 32    | 1      |
| 1998/1999 | ŁKS Łódź       | Polska | I liga                   | 14    | 0      |
| 1998/1999 | FC Gütersloh   | Niemcy | 2. Bundesliga            | 14    | 1      |
| 1999/2000 | 1. FC Nürnberg | Niemcy | 2. Bundesliga            | 24    | 1      |
| 2000/2001 | 1. FC Nürnberg | Niemcy | 2. Bundesliga            | 24    | 0      |
| 2001/2002 | 1. FC Nürnberg | Niemcy | 1. Bundesliga            | 27    | 0      |
| 2002/2003 | 1. FC Nürnberg | Niemcy | 1. Bundesliga            | 26    | 0      |
| 2003/2004 | 1. FC Nürnberg | Niemcy | 2. Bundesliga            | 1     | 0      |
| 2004/2005 | Erzgebirge Aue | Niemcy | 2. Bundesliga            | 30    | 2      |
| 2005/2006 | Erzgebirge Aue | Niemcy | 2. Bundesliga            | 28    | 0      |
| 2006/2007 | Erzgebirge Aue | Niemcy | 2. Bundesliga            | 25    | 0      |
| 2007/2008 | Erzgebirge Aue | Niemcy | 2. Bundesliga            | 30    | 1      |
| 2008/2009 | Erzgebirge Aue | Niemcy | 3. Liga                  | 35    | 0      |
| 2009/2010 | Erzgebirge Aue | Niemcy | 3. Liga                  | 34    | 0      |
| 2010/2011 | Erzgebirge Aue | Niemcy | 2. Bundesliga            | 16    | 0      |
|           |                |        | Łącznie w I lidze        | 142   | 7      |
|           |                |        | Łącznie w 1. Bundeslidze | 53    | 0      |
|           |                |        | Łącznie w 2. Bundeslidze | 192   | 5      |
|           |                |        | Łącznie w 3. Lidze       | 69    | 0      |

## Reprezentacja Polski
W reprezentacji Polski rozegrał 3 spotkania. Zadebiutował w październiku 2000 w meczu przeciwko Islandii w Warszawie. Był bliski wyjazdu na Mistrzostwa Świata w Korei i Japonii w 2002 roku.
| l.p. | Data              | Miejsce    | Przeciwnik | Rezultat | Rozgrywki       | Grał   | Uwagi |
| ---- | ----------------- | ---------- | ---------- | -------- | --------------- | ------ | ----- |
| 1.   | 15 listopada 2000 | Warszawa   | Islandia   | 1-0      | towarzyski      | od 46' |       |
| 2.   | 21 sierpnia 2002  | Szczecin   | Belgia     | 1-1      | towarzyski      | od 46' |       |
| 3.   | 7 września 2002   | Serravalle | San Marino | 0-2      | elim. Euro 2004 | 90'    |       |